# Karri Rämö
Karri Markus Tapio Rämö (* 1. Juli 1986 in Asikkala) ist ein finnischer Eishockeytorwart, der zuletzt beim ERC Ingolstadt aus der Deutschen Eishockey Liga (DEL) unter Vertrag stand. Des Weiteren fungierte Rämö von 2011 bis 2013 als General Manager des finnischen Mestis-Klubs Peliitat Heinola.

## Karriere

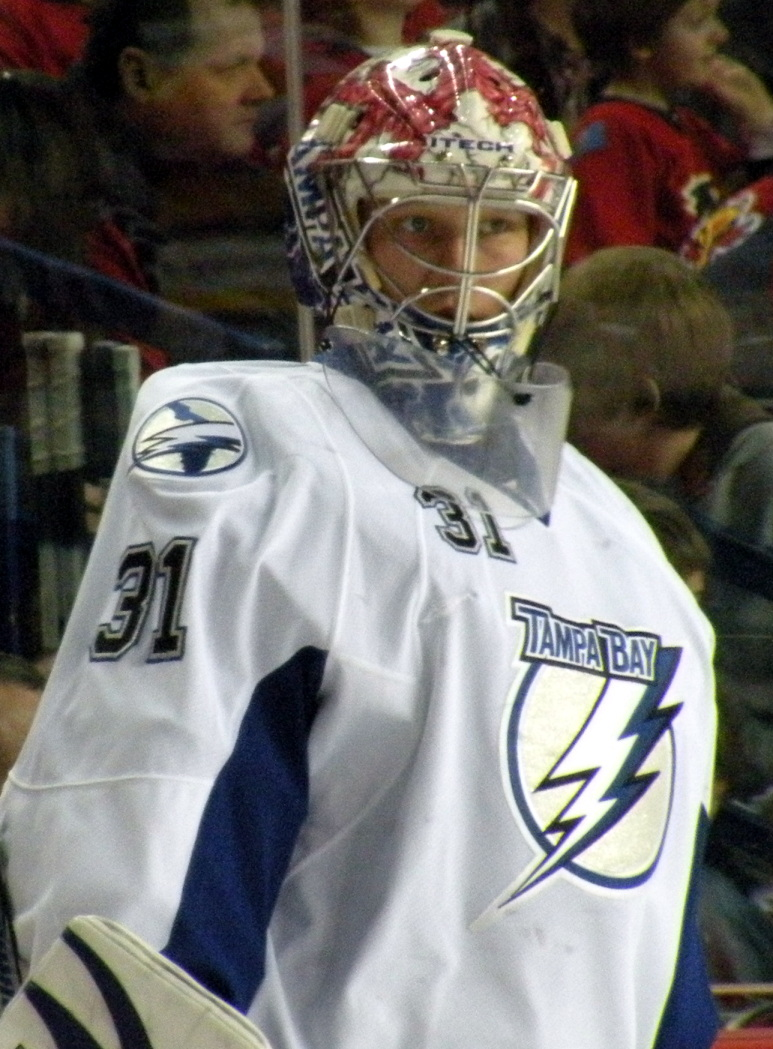
Rämö im Trikot der Tampa Bay Lightning

Rämö spielte während seiner Juniorenzeit bei Kiekkoreipas, ehe er im Sommer 2003 zu den Pelicans Lahti wechselte. Für diese war er von 2003 bis 2005 in der SM-liiga aktiv. Zunächst war er hinter Mikko Rämö und Carl Grahn nur dritter Torwart, erhielt in der Saison 2004/05 aber den Stammplatz vor Pasi Nurminen und Jaakko Suomalainen. In diesem Zeitraum wurde er im NHL Entry Draft 2004 in der sechsten Runde als insgesamt 191. Spieler von den Tampa Bay Lightning aus der National Hockey League ausgewählt. Bevor ihn diese jedoch unter Vertrag nahmen, wechselte der Keeper vor der Saison 2005/06 innerhalb der SM-liiga zu HPK Hämeenlinna. Bei Hämeenlinna fungierte Rämo hinter Miika Wiikman wieder als Ersatzmann, wurde mit dem Team am Saisonende erstmals Finnischer Meister. Im Verlauf der Spielzeit war er auch in einer Partie für Haukat Järvenpää und drei Partien für die finnische U20-Nationalmannschaft in der zweitklassigen Mestis eingesetzt worden.

### Wechsel nach Nordamerika
Im Sommer 2006 wechselte Rämö schließlich nach Nordamerika, nachdem ihn die Lightning unter Vertrag genommen hatten. Die Spielzeit 2006/07 verbrachte der Finne hauptsächlich beim Lightning-Farmteam, den Springfield Falcons, in der American Hockey League (AHL) Dort brachte er es im Gespann mit Jonathan Boutin auf 45 Einsätze. Im Saisonverlauf hatte Rämö aber auch sein Debüt in der NHL für die Lightning gegeben. In der Saison 2007/08 erhielt der Finne schließlich einen festen Platz im NHL-Kader als Ersatzmann von Johan Holmqvist. Die Spielzeit 2008/09 teilte sich dann zwischen Einsätzen in der AHL bei den Norfolk Admirals und in der NHL auf. Für den NHL-Kader hatte Tampa mit Mike Smith und Olaf Kölzig zwei neue Torhüter verpflichtet, die Rämö zunächst vorgesetzt wurden. Gegen Kölzig setzte sich Rämö zwar alsbald durch, aber den Stammplatz füllte Smith aus. In der AHL teilte er sich die Auftritte mit Mike McKenna und Landsmann Riku Helenius.

### Erfolge in der KHL
Da Rämö nach der Saison 2008/09 keine Zukunft mehr in der NHL sah, wechselte er im Juni 2009 zum HK Awangard Omsk aus der Kontinentalen Hockey-Liga, wo er – trotz eines gültigen Kontrakts mit den Lightning – einen Vertrag mit einer Laufzeit von zwei Jahren unterschrieb. Bei Omsk stellte der Torwart von Beginn an die uneingeschränkte Nummer 1 dar und absolvierte in beiden Spieljahren 44 von möglichen 54 Partien. Im Juni 2011 verlängerte er seinen auslaufenden Vertrag um zwei Jahre. In der National Hockey League blieb die Personalie Rämö bei Transfergeschäften aber weiterhin ein Thema. So wurden seine Transferrechte am 17. August 2010 zunächst im Austausch für den jungen kanadischen Torwart Cédrick Desjardins an die Montréal Canadiens abgegeben. Diese transferierten selbige am 12. Januar 2012 gemeinsam mit Michael Cammalleri und einem Fünfrunden-Wahlrecht im NHL Entry Draft 2012 im Austausch für René Bourque, Patrick Holland und einem Zweitrunden-Wahlrecht im NHL Entry Draft 2013 zu den Calgary Flames.

### Rückkehr in die NHL
Im Juli 2013 unterzeichnete Rämö einen Zweijahresvertrag im Gesamtwert von 5,5 Millionen US-Dollar bei den Calgary Flames. Dieser wurde im Juli 2015 um ein Jahr verlängert. Zu Beginn der Saison 2016/17 konnte er zunächst nicht an seine guten Leistungen anknüpfen und wurde für ein Spiel beim Farmteam (Stockton Heat) eingesetzt. Nach seiner Rückkehr zu den Flames kam er wieder in Form, bevor er im Februar 2016 eine schwere Knieverletzung erlitt. Er wurde am Kreuzband und Meniskus operiert und fiel mindestens sechs Monate aus.
Im Sommer 2016 verließ Ramö die Flames und durfte sich in der Folge bei den Toronto Maple Leafs auf seine Rückkehr vorbereiten. Im Dezember 2016 erhielt er einen Probevertrag (professional tryout contract) bei den Toronto Marlies, für die er in der Folge drei Mal in der AHL auf dem Eis stand. Nachdem die Marlies ihn Anfang Februar 2017 freigaben, kehrte Rämö wenig später in seine Heimat zurück und verpflichtete sich bis zum Saisonende bei den Pelicans Lahti, für die er bereits von 2003 bis 2005 aktiv gewesen war.

### Erneut in der KHL
Im Mai 2017 wurde Rämö von Jokerit Helsinki aus der Kontinentalen Hockey-Liga verpflichtet. Bei Jokerit zeigte er vor allem in den Play-offs hervorragende Leistungen und gehörte statistisch zu den besten Torhütern der Liga. Trotz laufendem Vertrag verließ er Jokerit im Mai 2018 und kehrte zum HK Awangard Omsk zurück, wo inzwischen Bob Hartley, der ihn schon bei den Flames trainiert hatte, Cheftrainer war. Aufgrund einer andauernden Knieverletzung absolvierte er jedoch kein Spiel für Awangard mehr und erhielt 2019 keinen neuen Vertrag. Im Oktober 2019 wurde Rämö von der Djurgårdens IF aus der Svenska Hockeyligan verpflichtet und absolvierte für diesen 18 Spiele in Schwedens höchster Spielklasse. Anschließend war er ohne Anstellung, ehe er im Februar 2021 von TPS Turku aus der heimischen Liiga unter Vertrag genommen wurde und dem Team, vor allem mit hervorragenden Leistungen in den Playoffs, zum finnischen Vizemeistertitel verhalf. Nach diesem Erfolg unterzeichnete er im Juli 2021 einen Vertrag beim ERC Ingolstadt aus der Deutschen Eishockey Liga (DEL). Anfang Dezember 2021 wurde der Vertrag aufgelöst, da Rämö die Erwartungen nicht erfüllen konnte.

### International
Rämö vertrat sein Heimatland Finnland erstmals bei der U18-Junioren-Weltmeisterschaft 2004. Dabei kam er als Ersatzmann von Tuukka Rask nur zu einem Einsatz. Die Finnen belegten am Turnierende den siebten Rang. Bei der U20-Junioren-Weltmeisterschaft 2006 war er erneut Back-up von Rask und bestritt ebenfalls nur eine Partie. Dennoch errang er die Bronzemedaille.
Bei den Senioren gehörte Rämö bei den Weltmeisterschaften 2008 und 2009 zum finnischen Aufgebot. Bei der Weltmeisterschaft 2008 gewann er eine weitere Bronzemedaille, blieb hinter Niklas Bäckström und Petri Vehanen aber einsatzlos. Im folgenden Jahr gab er sein WM-Debüt, als er Ersatzmann von Pekka Rinne ein Spiel absolvierte. Finnland schloss die Weltmeisterschaft auf dem fünften Platz ab.
Darüber hinaus gehörte er mehrmals zum finnischen Team bei der Euro Hockey Tour.

## Erfolge und Auszeichnungen
| - 2006 Finnischer Meister mit HPK Hämeenlinna - 2007 AHL All-Star Classic - 2009 KHL-Torwart des Monats Oktober - 2010 KHL All-Star Game | - 2010 KHL-Torwart des Monats November - 2011 KHL All-Star Game (verletzungsbedingte Absage) - 2012 KHL-Torwart des Monats Dezember - 2021 Finnischer Vizemeister mit TPS Turku - 2021 Beste Fangquote (92,9 %) der Liiga-Playoffs |

### International
- 2006 Bronzemedaille bei der U20-Junioren-Weltmeisterschaft
- 2008 Bronzemedaille bei der Weltmeisterschaft

## Karrierestatistik
Stand: Ende der Saison 2015/16

### International
Vertrat Finnland bei:
- U18-Junioren-Weltmeisterschaft 2004
- U20-Junioren-Weltmeisterschaft 2006
- Weltmeisterschaft 2008
- Weltmeisterschaft 2009

(Legende zur Torhüterstatistik: GP oder Sp = Spiele insgesamt; W oder S = Siege; L oder N = Niederlagen; T oder U oder OT = Unentschieden oder Overtime- bzw. Shootout-Niederlage; Min. = Minuten; SOG oder SaT = Schüsse aufs Tor; GA oder GT = Gegentore; SO = Shutouts; GAA oder GTS = Gegentorschnitt; Sv% oder SVS% = Fangquote; EN = Empty Net Goal; 1 Play-downs/Relegation; Kursiv: Statistik nicht vollständig)